# 超犬リープ
『超犬リープ』（ちょうけんリープ）は、平井和正の原作、桑田次郎（現・桑田二郎）の作画によるSF漫画。昭和40年（1965年）10月から昭和42年（1967年）8月まで、秋田書店の月刊漫画雑誌『まんが王』にて連載された（ただし、『まんが王』1965年10月号と11月号掲載分、桑田は「つばさ新也」の名義を使用した）。

## 概要
ロボット犬リープが主人公。当初はMMM団との対決がメインとなっていたが、第5話で同組織は壊滅し、以降は未来人や宇宙生命体、妨害同盟、恐竜などが登場する。

## エピソードリスト
第1話 恐怖の地震砲
地震砲を開発した牧博士は、娘とともにMMM団を脱走。リープに助けられる。
第2話 殺し屋クルップ兄弟
MMM団はリープを手に入れるべく、クルップ兄弟を派遣する。
第3話 怪獣サンダー
生みの親・オビ技師に救われたリープは、放浪の旅に出る。自殺しようとする少女を救うリープだが、その頃、謎の銀色の怪獣が暴れていた。
第4話 偽のエコー
MMM団の首領ラインハウゼンは、死を逃れるため、リープの電子頭脳に自らの記憶を移植しようとする。
第5話 おばけ犬
記憶（電子頭脳）のないリープが放浪、騒動を起こす。MMM団の壊滅が描かれる。
第6話 未来人の復讐
70世紀から未来人が来襲。20世紀の人類を滅ぼそうとする。
第7話 怪生命アニマ
精神生命体（アニマ）が宇宙から飛来。自らの行動を自律できない彼らは、トラブルを引き起こす。被害は拡大し、新幹線の暴走に発展する。
第8話 妨害同盟
田西博士が発明した反重力装置を狙い、妨害同盟が暗躍する。彼らは撃退したが、時空に異変が起こり、恐竜が現れた。

## 登場人物

### リープ
ロボット犬。SF社のオビ技師長（技術部長）が製作した。
普段はシェパードの姿をしている。ペンを咥えて文字を書くことができ、「リープ」という名も、自分から紹介した。
製作の経緯
愛犬のシェパードであるリープが交通事故で死亡し悲嘆にくれる娘のエコーのため、ロボット犬を製作した。
性能
目はサーチライト。
飛行時は翼が出る。
口からはフラッシュ弾。
耳には高性能の聴音機が内蔵されている。
尾から電撃を放つ。

#### リープの関係者等
田中次郎（たなか じろう）
リープと仲の良い少年。
田中善右ェ門（たなか ぜんうぇもん）
次郎の父。警視総監。階段を転げ落ちる癖がある。
牧博士（まき）
地震の研究家。地震砲を製作した。フルネームは不明。
第2話以降は登場しない。
牧千波（まき ちなみ）
牧博士の娘。田中家に住み続けている。
オビ（第2話終盤より）
リープの開発者。元、SF社の技師長、「技術部長」と表示される場合もある。
ロボット犬リープを連れ、自家用飛行機でSF社から逃亡するが、娘を事故死させてしまう。
娘の死後は、リープを「魔犬」と忌避し、アルコール中毒になっていた。
サンダーの飼い主である少女を介抱することによって、アルコールから離れる。偽のエコーとの出会い、MMM団首領の手術を経て、第5話以降は後見人的存在として助言などを行う。
エコー
オビの一人娘。生まれながらの小児麻痺のため両足が不自由で松葉杖を使用している。
SF社からの逃避行の最中、ロッキー山脈上空で事故に遭い、死亡。

#### ゲスト
少女（第3話 - 第4話）
虎のサンダーの飼い主、氏名は不明。元は父親がオーナーを務めるサーカスの団員。
生きる気力をなくしており、食事もしない。何度も自殺を試みるが、そのたびにリープや次郎に止められている。
オビ技師の介抱により、食事を取るようになったが、その後の消息は不明。
サンダー（第3話）
虎。実験のため銀色の防護服を着ており、拳銃ぐらいの火器は通用しない。
未来人の女性（第6話）
自らの醜さを呪っている。核戦争によりその原因を作った先祖である20世紀の人類を絶滅させるため、20世紀に襲来する。
田西博士（たにし）（第8話）
反重力装置を発明した。
妨害同盟（第8話）
既存の企業の権益を守るため、新技術を封印しようと暗躍する。『8マン』にも同様の組織が登場している。

### MMM団
テロ組織で、死の商人。MMM（スリーエム）団の由来は、軍隊（military）・殺人（Murder）・狂気（MAD）の頭文字から。
本部はモビィ・ディックという原子力潜水艦（名前の由来は『白鯨』から）。構成員は爆弾を埋め込まれている。
SF社を支配下に置いている。

#### 第1話 恐怖の地震砲
リンツ伯爵
ムチを持っている。部下の命を何とも思っていない、非情な性格。地震砲を誤作動させ、自滅する。モデルは先輩SF作家小松左京の『エスパイ』に現れる悪役リンツ伯爵であろう。
リンツ伯爵配下の3人組
ポール
黒服の男。レーザー砲でリープを狙撃したが、反射され自滅する。
アブドーラ
大男。バンボからは「アブドウラ」と呼ばれた。リンツに処刑され爆死。
バンボ
リンツ伯爵と同じく自滅する。

#### 第2話 殺し屋クルップ兄弟
クルップ兄弟
リープの捕獲を目的として派遣された。非情で残忍な性格。
モデルロボット犬に追われ、自動車で崖から落ちて死亡。
コルバート博士
SF社で20年も研究に携わり、良い成績を残している。
悪人ではないが、小心者であるため、クルップ兄弟に加担、会社命令でリープを調査した。
ホッホマイヤー
法的にリープを抑えようとしたが、失敗。リープの追跡を受けた際、誤って同僚を死亡させる。
千波と同じ牢に入れられ、リープの侵入を知る。それをクルップ兄弟に知らせるが、本部からは処刑命令が出ていた。次郎・千波と脱走するが、銃殺される。

#### 第3話 怪獣サンダー
サブタイトル（エピソードの構成）は、サンワイドコミックス版による。
ラインハウゼン
MMM団の首領。余命いくばくもない。第4話にも登場。
以下の2名は、引き続き第4話、第5話にも登場。
ジャベル博士
「ヨーロッパ一の名医」と呼ばれている。策略家でもある。
偽のエコー
ジャベル博士に整形され、エコーそっくりの外見をしている。本物と違い、両足に障害はない。

#### 第4話 偽のエコー
マリア
オビの助手として手術のサポートを行う。オビを尊敬し、MMM団を裏切る。

#### 第5話 おばけ犬
テトロフ
MMM団幹部。ジャベル博士の裁判で、生存に投票した。彼と組み、リープを狙う。

## 超科学の産物

### オビの製作した物
リープ
#リープを参照。
モデルロボット犬
リープと同時に作られた。構造は同じ。
意志（電子頭脳）はなく、オビに操られている。

### MMM団の使用した武器

#### 第1話 恐怖の地震砲
レーザー砲
トラックに乗せて運搬。使用時は鏡を使用し、反射させた（反射衛星砲と同じ使用方法）。
地震砲
製作者の牧博士によると、水爆以上の威力がある。元は地震の研究（実験）のために開発された。

#### 第2話 殺し屋クルップ兄弟
冷凍爆弾
リープを倒すために用意していたが、ホッホマイヤーが誤って仲間に使用した。
メーザーガン
クルップ（兄）が使用。リープを行動不能に陥れる。
超音波ナイフ
クルップ（弟）が使用。次郎に奪われ、逃走に使用された。

#### 第3話 怪獣サンダー
サイボーグ犬（ドーベルマン）
リープを倒すためにジャベル博士が用意した。3匹で1チーム。

### その他
タイムマシン
70世紀人が使用。飛行能力を備え、火器を有している。

## リメイク版
1995年から1996年にかけて、竹書房の漫画雑誌『コミックガンマ』にてリメイクされている。エグザクト企画によって企画され、ストーリーは風野真知雄、作画は大貫健一が担当した。リメイクに当たっては設定がほぼ刷新されている。平井・桑田の両者は原作者として名義のみ表記されている。
連載途中に雑誌の廃刊で打ち切りとなり、単行本は発刊されていない。

### 掲載一覧
- 1995年11月号 FILE1:謎の来訪者
- 1995年12月号 FILE2:リープ死す?
- 1996年1月号 FILE3:もう一匹の犬
- 1996年2月号 FILE4:超犬出現!
- 1996年3月号 FILE5:謎の古代獣
- 1996年5月号 FILE6:リープの秘密
- 1996年6月号 FILE7:明日への闘い

## 他の平井和正作品との関係

### 桑田次郎との漫画
8マン
「妨害同盟」と同じ目的で同様に活動する組織が登場する。

### 小説
サイボーグ・ブルース
超音波ナイフが登場。その他、レーザー砲などSF兵器を揶揄するシーンがある。
超革命的中学生集団
「妨害同盟」と同じ目的で同様に活動する<企業防衛同盟>が登場する。
東京が大変だよ
短編。『妨害同盟』と共通するプロット（「横丁のマッドサイエンティスト」による反重力装置の発明、恐竜の出現）。

## 備考
最初の単行本化（全1巻）の際、編集が余りに酷いもの（1話、2話、5話のみを収録）であったため平井が絶版とさせた。昭和62年（1987年）、朝日ソノラマのサンワイドコミックスで全2巻として全話が刊行された。サンワイドコミックスの1巻は、通常の単行本（サンデーコミックスなど）の1.5巻分（以上）に相当する。
以下は、サンワイドコミックス第1巻の解説（西部直樹）による。
リープの名前は、跳躍（leap）に由来する。
最初のコミック化の際（上記）、エピソードは1/3しか収録されなかった。
リープは『8マン』と『ウルフガイ（アダルト・ウルフガイ）』の橋渡し役。
旧版絶版の経緯についても記述。

### 作者の登場シーン
第2話
桑田次郎が速筆のマンガ家として、平井和正が遅筆のライターとして登場。
第3話
両者が登場。平井は酔っ払っていた（桑田が酔っているかどうか不明）。
第8話
両者が登場。平井は余裕があるが、桑田は締め切りに追われ、徹夜続きで朦朧としていた。